# 26 Arietis
26 Arietis (26 Ari / UU Arietis) es una estrella en la constelación de Aries de magnitud aparente +6,14.
De acuerdo a la nueva reducción de los datos de paralaje de Hipparcos, se encuentra a 215 años luz del sistema solar.
26 Arietis es una estrella blanca de la secuencia principal de tipo espectral A9V.
Tiene una temperatura efectiva de 7413 K, siendo su luminosidad 13 veces superior a la luminosidad solar.
Como otras estrellas análogas, gira sobre sí misma a gran velocidad, siendo su velocidad de rotación proyectada de 186 km/s.
Su masa es de 1,77 masas solares y ha consumido ya 2/3 partes de su vida como estrella de la secuencia principal.
26 Arietis es una variable del tipo Delta Scuti, recibiendo el nombre, en cuanto a variable, de UU Arietis.
Las variables Delta Scuti —entre las que se encuentran las conocidas Vega (α Lyrae), Seginus (γ Bootis) y Pherkad (γ Ursae Minoris)— pueden ser consideradas cefeidas de baja masa, pero con múltiples períodos de pulsación superpuestos.
El período principal de 26 Arietis es de 0,0676 días (1,622 horas), siendo la amplitud de variación de sólo 0,01 magnitudes.
Existen al menos otros cinco períodos secundarios de 0,0758, 0,0575, 0,0504, 0,0649 y 0,0728 días.